# Bill Hartack
William "Bill" Hartack (9 décembre 1932 à Ebensburg - 26 novembre 2007 à Freer) est un jockey américain. Membre du Hall of Fame des courses américaines, il est l'un des jockeys les plus titrés de l'histoire.

## Biographie
Bill Hartack commence sa carrière au début des années 1950 et ne tarde pas à se hisser parmi les meilleurs jockeys du pays. Dès 1955, il devient champion jockey par le nombre de victoires, une performance qu'il réédite en 1956, 1957 et 1960. Il est également deux fois champion par les gains, en 1956 et 1957. Vainqueur de la plupart des grandes courses américaines, il partage avec Eddie Arcaro le record du nombre de victoires dans le Kentucky Derby, à quoi s'ajoutent celles des autres classiques américains, pour un total de neuf succès : 
- Kentucky Derby : Iron Liege (1957), Venetian Way (1960), Decidedly (1962), Northern Dancer (1964), Majestic Prince (1969)
- Preakness Stakes : Fabius (1956), Northern Dancer (1964), Majestic Prince (1969)
- Belmont Stakes : Celtic Ash (1960)

Durant sa carrière américaine, de 1953 à 1974, il remporte 4 272 victoires pour 21 535 montes et plus de 26 millions de dollars de gains. Entre 1974 et 1980 il monte parfois à Hong Kong, commente les courses à la télévision et occupe diverses fonctions dans l'organisation des courses hippiques. Il prend sa retraite définitive en 1981.
Bill Hartack a fait deux fois la couverture de Sports Illustrated en 1956 et 1964, et celle du numéro du 10 février 1958 de Time Magazine, une couverture qu'il a toujours refusé de signé car il y était désigné par le diminutif de "Willie", qu'il détestait. À 26 ans seulement, il est introduit au Hall of Fame des courses américaines.
Il meurt d'une crise cardiaque en 2007, peu avant son soixante-quinzième anniversaire.